# Typhlodromus neocrassus
Typhlodromus neocrassus är en spindeldjursart som beskrevs av Tseng 1983. Typhlodromus neocrassus ingår i släktet Typhlodromus och familjen Phytoseiidae. Inga underarter finns listade i Catalogue of Life.